# Oides decempunctata
Oides decempunctata is een keversoort uit de familie bladkevers (Chrysomelidae). De wetenschappelijke naam van de soort werd in 1808 gepubliceerd door Gustaf Johan Billberg.